# Longecourt-lès-Culêtre
Longecourt-lès-Culêtre település Franciaországban, Côte-d’Or megyében. Lakosainak száma 55 fő (2022. január 1.). Longecourt-lès-Culêtre Chazilly, Culètre, Cussy-le-Châtel, Foissy és Musigny községekkel határos.

## Népesség
A település népességének változása:
| Lakosok száma | 86   | 63   | 57   | 52   | 47   | 50   | 50   | 53   | 55   | 55   |
|               | 1968 | 1982 | 1990 | 2006 | 2013 | 2015 | 2017 | 2019 | 2020 | 2022 |